# Медаль Роджера Ревелла Американського геофізичного союзу
Медаль Роджера Ревелла (Roger Revelle Medal) — щорічна наукова нагорода Американського геофізичного союзу за видатний індивідуальний (вручається тільки одній особі) внесок у галузі наук про атмосферу і клімат Землі. Засновано 1991 року і названо на честь видатного вченого Роджера Ревелла. У комітет нагороди, який визначає її лауреата, входять Інес Фунґ, Деніс Гартман, Трейсі Головей (усі — США), Соня Сеневіратне (Швейцарія).

## Нагороджені
- 1992 — Едвард Лоренц
- 1993 — Сюкуро Манабе
- 1994 — Шервуд Роуленд
- 1995 — Воллес Брокер[en]
- 1996 — Роберт Ерл Дікінсон[ru]
- 1997 — Ганс Ешгер[en]
- 1998 — Гарольд Джонстон[en]
- 1999 — Джон Майкл Воллес[en]
- 2000 — Джеймс Голтон[en]
- 2001 — Джеймс Гансен
- 2002 — Ральф Ціцерон[en]
- 2003 — Жан Жузель
- 2004 — Інес Фунґ
- 2005 — не було
- 2006 — Джон Куцбах[en]
- 2007 — Річард Еллі[ru]
- 2008 — Майкл Бендер[en]
- 2009 — Хорге Сарм'єнто
- 2010 — П'єтр Танс
- 2011 — Овен Тун[en]
- 2012 — Стівен Вофсі[en]
- 2013 — Куо-Нан Лю[en]
- 2014 — Крістофер Філд[ru]
- 2015 — Анне Томпсон[en]
- 2016 — Еллен Друффел[en]
- 2017 — Кевін Тренберт[en]
- 2018 — Ісаак Гельд[ru][2]
- 2019 — Юджинія Калнай
- 2020 — Клер Паркінсон